# Pteropus woodfordi
Pteropus woodfordi is een vleermuis uit het geslacht Pteropus die voorkomt op de eilanden Fauro, Guadalcanal, Kerehikapa, Kolombangara, Malaita, Mbanika, New Georgia, Nggela Sule, Pavuvu, Sikopo, Vangunu en Vella Lavella.
Deze zeer kleine vleerhond heeft een smalle bek en, net als zijn verwanten P. mahaganus, P. gilliardorum en P. scapulatus, sterk gereduceerde kiezen. De vacht is bruinachtig, maar wat meer rood op de schouders. De kop-romplengte bedraagt 119,5 tot 126,1 mm, de voorarmlengte 89,0 tot 93,0 mm, de tibialengte 43,2 tot 48,4 mm, de oorlengte 13,1 tot 16,3 mm en het gewicht 120 tot 170 g.